# Hagop İskender
Hagop İskender (* 1871 in Istanbul; † 1949 ebenda) war ein armenisch-türkischer Fotograf.

## Leben
İskender wurde im Jahre 1910 Mitinhaber des berühmten Istanbuler Fotostudios Sébah & Joaillier, zusammen mit Jean Pascal Sébah, dem Erben des traditionsreichen Hauses, das offizieller Fotograf des osmanischen Hofes war, und von Jeans Vater Pascal Sébah gegründet worden war. 1918 war İskender an der ersten systematischen wissenschaftlichen Erfassung islamischer und byzantinischer Baudenkmäler Istanbuls beteiligt, zusammen mit namhaften türkischen Historikern und Architekten und dem deutsch-türkischen Philologen, Journalisten und Schriftsteller Friedrich Schrader.
İskenders Sohn Bedros (1909–2003) übernahm das Haus 1934 zusammen mit einem türkischen Partner, Ismail Insel. 1952 siedelte das Unternehmen nach Paris über, wo Bedros Iskender ebenfalls ein bekannter Fotograf war.